# Cylindrotheristus kornoeensis
Cylindrotheristus kornoeensis är en rundmaskart som först beskrevs av Allgen 1929.  Cylindrotheristus kornoeensis ingår i släktet Cylindrotheristus och familjen Monhysteridae. Arten är reproducerande i Sverige. Inga underarter finns listade i Catalogue of Life.